# Richard Lynch
Richard Hugh Lynch (* 12. Februar 1940 in Brooklyn, New York; † 19. Juni 2012 in Los Angeles, Kalifornien) war ein US-amerikanischer Schauspieler.

## Leben
Der aus irisch-katholischer Familie kommende Lynch trat 1958 dem United States Marine Corps bei und diente vier Jahre. In den 1960er-Jahren nahm Schauspielunterricht bei Uta Hagen und Lee Strasberg und spielte zunächst in Broadway- und Off-Broadway-Aufführungen. 1967 zündete er sich im LSD-Rausch selbst an, woraus sein vernarbtes Gesicht resultierte.
Seine erste größere Filmrolle hatte er 1973 in dem mit der Goldenen Palme der Internationalen Filmfestspiele von Cannes ausgezeichneten Spielfilm Asphalt-Blüten, in dem er einen Gefangenen spielt, der Al Pacinos Hauptfigur zu vergewaltigen sucht. Seine hochgewachsene Statur und sein vernarbtes Gesicht machten ihn auch in weiteren Filmen zur Idealbesetzung für Schurken, insbesondere in Horrorfilmen und Science-Fiction-Streifen. Für seine Darstellung des Titus Cromwell in Talon im Kampf gegen das Imperium wurde er 1983 mit dem Saturn Award als bester Nebendarsteller ausgezeichnet; seine weiteren Spielfilmauftritte hatte er zum Großteil in B-Movies wie Cyborg III oder Alligator II – Die Mutation, Ausnahmen bilden hier Little Nikita sowie Rob Zombies Neuverfilmung von Halloween aus dem Jahr 2007, in dem Lynch in der Rolle eines Schulleiters zu sehen war. Kurz vor seinem Tod spielte er in Rob Zombies Horror-Thriller The Lords of Salem.
Im Fernsehen hatte Lynch eine Karriere als Fernsehschauspieler und war über drei Jahrzehnte ein häufiger Gaststar von Fernsehserien wie Starsky & Hutch, Airwolf, Baywatch – Die Rettungsschwimmer von Malibu und Six Feet Under. 1978 spielte er in fünf Folgen der Science-Fiction-Serie Kampfstern Galactica. Insgesamt wirkte er in über 160 Film- und Fernsehproduktionen mit.
Der Schauspieler war zweimal verheiratet und Vater des Sohnes Christopher, mit dem er in dem Film Trancers II gemeinsam auftrat. Christopher starb 2005 an einer Lungenentzündung. Richard Lynch wurde im Juni 2012 tot in seinem Haus in Los Angeles aufgefunden, eine genaue Todesursache wurde nicht bestimmt.

## Filmografie (Auswahl)

### Kino
- 1968: LSD: Trip to Where?
- 1972: Der Spitzel (The Stoolie)
- 1973: Asphalt-Blüten (Scarecrow)
- 1973: Die Seven-Ups (The Seven-Ups)
- 1974: Open Season – Jagdzeit (Open Season)
- 1975: Das Trauma (The Premonition)
- 1977: Stunts – Das Geschäft mit dem eigenen Leben (Stunts)
- 1978: Giganten mit stählernen Fäusten (Deathsport)
- 1979: Sechs Männer aus Stahl (Steel)
- 1980: Die Formel (The Formula)
- 1982: Talon im Kampf gegen das Imperium (The Sword and the Sorcerer)
- 1985: Invasion U.S.A.
- 1985: Die Hyänen (Savage Dawn)
- 1987: Die Barbaren (The Barbarians)
- 1987: Nightforce – Schreckenskommando (Nightforce)
- 1988: Little Nikita
- 1988: Vision der Dunkelheit (Bad Dreams)
- 1989: Cannonball Fieber – Auf dem Highway geht’s erst richtig los (Speed Zone!)
- 1989: Death Strip (High Stakes)
- 1989: One Man force – Ein Mann wie ein Tank (One Man Force)
- 1990: Lambada – Der verbotene Tanz (The Forbidden Dance)
- 1991: Alligator II – Die Mutation (Alligator II – The Mutation)
- 1991: Puppetmaster 3 (Puppet Master III: Toulon’s Revenge)
- 1992: Double Threat – Tödliches Verlangen (Double Threat)
- 1993: Merlin
- 1994: Scanner Cop
- 1994: Midnight Confessions – Intime Geständnisse (Midnight Confessions)
- 1995: Angriff aus der Dunkelheit (Toughguy)
- 1995: Heiße Flucht nach Vegas (Destination Vegas)
- 1996: Atemlose Jagd (Diamond Run)
- 1996: Vendetta – Blutrache in Albanien (Vendetta)
- 1998: Armstrong – Das Gesetz hat einen neuen Namen (Armstrong)
- 1999: 127 Tage Todesangst (Lima: Breaking the Silence)
- 1999: Eastside – Auf welcher Seite stehst Du (Eastside)
- 2002: Stirb, wenn du kannst (Outta Time)
- 2002: Crime and Punishment – Du sollst nicht töten (Crime and Punishment)
- 2002: Curse of the Fourty-Niner – Die Rache des Jeremiah Stone (Curse of the Forty-Niner)
- 2007: Halloween
- 2009: Laid to Rest
- 2009: The Rain (Dark Fields)
- 2012: The Lords of Salem

### Fernsehen
- 1975–1979: Starsky & Hutch (3 Folgen)
- 1976: Die Zwei mit dem Dreh (Switch, 1 Folge)
- 1976: Baretta (1 Folge)
- 1976: Serpico (1 Folge)
- 1977: Make-up und Pistolen (Police Woman, 1 Folge)
- 1977: Die Straßen von San Francisco (The Streets of San Francisco, 1 Folge)
- 1977: Wie Hund und Katze (Dog and Cat, Fernsehfilm)
- 1978: Die Sieben-Millionen-Dollar-Frau (The Bionic Woman, 1 Folge)
- 1978: Kampfstern Galactica (Battlestar Galactica, 2 Folgen)
- 1979: Barnaby Jones (2 Folgen)
- 1979: Buck Rogers (Buck Rogers in the 25th Century, 1 Folge)
- 1979: Der Großstadtvampir (Vampire, Fernsehfilm)
- 1979: Drei Engel für Charlie (Charlie’s Angels, 1 Folge)
- 1979, 1981: Vegas (Vega$, Fernsehserie, 2 Folgen)
- 1980: Kampfstern Galactica 1980 (Galactica 1980, 3 Folgen)
- 1981–1982: The Phoenix (5 Folgen)
- 1982: Frank Buck – Abenteuer in Malaysia (Bring ’Em Back Alive, 1 Folge)
- 1983: T. J. Hooker (Fernsehserie, 1 Folge)
- 1983: Ein Fall für Professor Chase (Manimal, 1 Folge)
- 1983–1984: Ein Colt für alle Fälle (The Fall Guy, 2 Folgen)
- 1984: Das fliegende Auge (Blue Thunder, 1 Folge)
- 1984: Automan (1 Folge)
- 1984: Matt Houston (1 Folge)
- 1984: Mode, Models und Intrigen (Cover Up, 1 Folge)
- 1984: Das A-Team (The A-Team, 1 Folge)
- 1985: Trio mit vier Fäusten (Riptide, 1 Folge)
- 1985: Agentin mit Herz (Scarecrow and Mrs. King, 1 Folge)
- 1985: Airwolf (1 Folge)
- 1987: Privatdetektiv Harry McGraw (The Law and Harry Mcgraw, 1 Folge)
- 1987: Der Werwolf kehrt zurück (Werewolf, 1 Folge)
- 1989: Hunter (2 Folgen)
- 1990: Tod eines Polizisten (Kojak: Flowers for Matty, Fernsehfilm)
- 1991: Trancers II
- 1991: Die Verschwörer (Dark Justice, 1 Folge)
- 1991: Jake und McCabe – Durch dick und dünn (Jake and the Fatman, 2 Folgen)
- 1992, 1994: Mord ist ihr Hobby (Murder, She Wrote, 2 Folgen)
- 1993: Raumschiff Enterprise – Das nächste Jahrhundert (Star Trek: The Next Generation, 2 Folgen)
- 1993: Cobra (1 Folge)
- 1995: Highlander (Highlander: The Series, 1 Folge)
- 1995: Baywatch – Die Rettungsschwimmer von Malibu (Baywatch, 1 Folge)
- 1995: Future Force – Virus der Apokalypse (Terminal Virus, Fernsehfilm)
- 1995–1996: Phantom 2040 (12 Folgen, Sprechrolle)
- 1997: Zwei Engel mit vier Fäusten (Noi siamo angeli, 2 Folgen)
- 1999: Air America (1 Folge)
- 2002: Six Feet Under – Gestorben wird immer (Six Feet Under, 1 Folge)
- 2003: Charmed – Zauberhafte Hexen (Charmed, 1 Folge)

## Auszeichnungen
- 1983: Saturn Award für Talon im Kampf gegen das Imperium